# 이동식 기중기

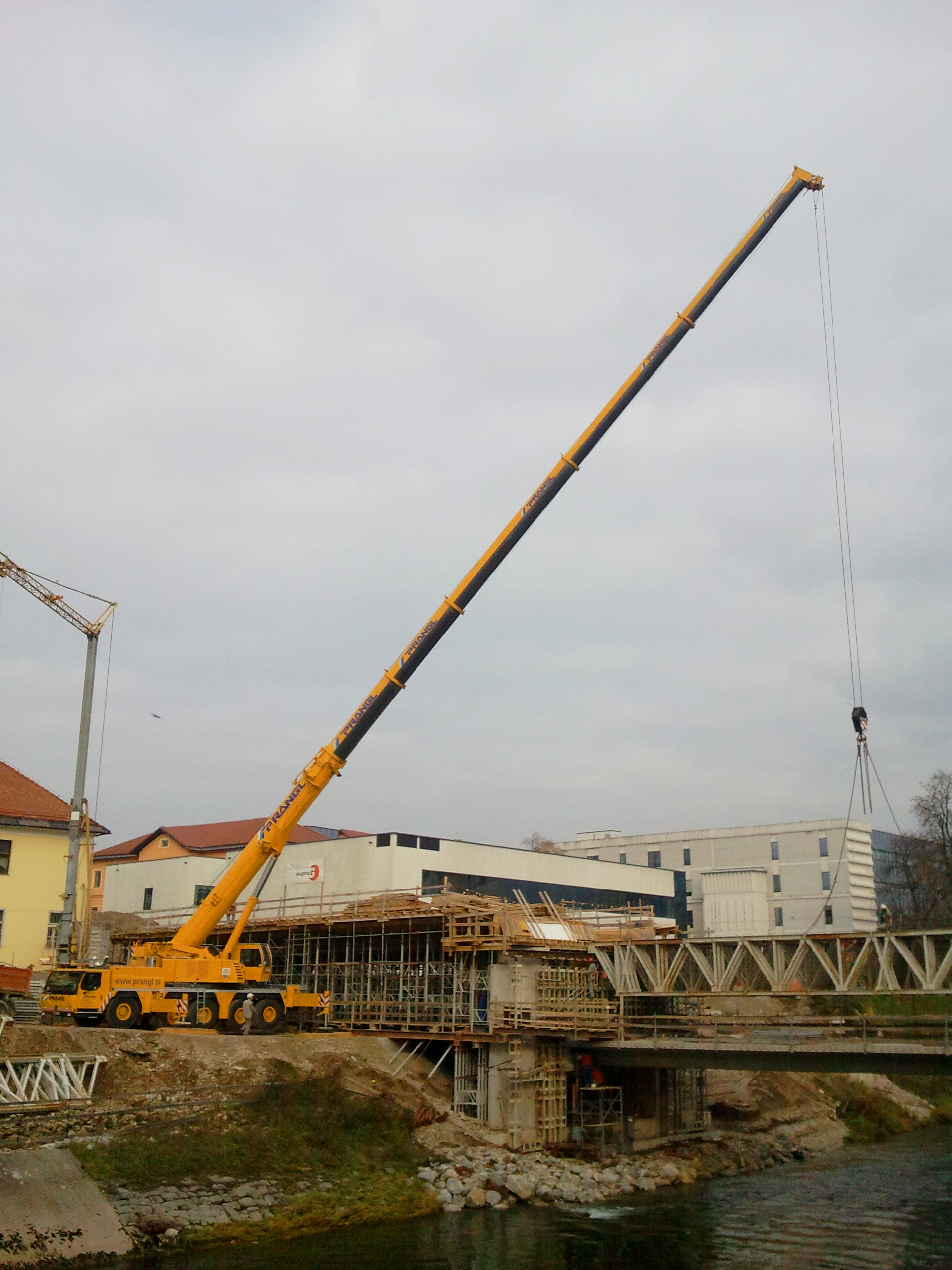
이동식 기중기

이동식 기중기(移動式起重機)는 이동이 가능한 기중기이다. 이동식 기중기는 크롤러 또는 고무 타이어 캐리어에 장착된 케이블 제어식 크레인 또는 트럭형 캐리어에 장착된 텔레스코픽 붐이 있는 유압 구동 크레인 또는 자체 추진 모델이다. 현장으로 쉽게 운반하고 설정이나 조립이 거의 또는 전혀 없이 다양한 유형의 화물 및 화물과 함께 사용할 수 있도록 설계되었다.

## 분류
- 해상기중기
- 휠 크레인
- 트럭 크레인
- 험지형 크레인
- 전지형 크레인
- 크롤러 크레인
- 카고 크레인
- 조중차